# María Victoria Borrachero Rosado
María Victoria Borrachero Rosado (Valdepeñas, 1961) és una científica espanyola.
Catedràtica d'Enginyeria de la Construcció de la Universitat Politècnica de València i Investigadora en l'Institut de Ciència i Tecnologia del Formigó.
Va estudiar Ciències Químiques i,posteriorment, Enfinyeria de Camins. La seva investigació se centra en l'estudi dels materials de construcció i el medi ambient, la reutilització de residus industrials, ceràmics i de biomassa (olis utiitzats, reste vegetals, ...) per a construir cases, carreteres i obres civils en materials que siguen el menys nocius per al medi ambient.
És considerada entre les millors científiques d'Espanya, destacada en l'àmbit de la tecnologia de l'edificació i la construcció.